# Antonio Valentini
Antonio Valentini (Chieti, 27 giugno 1921 – Pescara, 18 marzo 2001) è stato un arcivescovo cattolico italiano.

## Biografia
Fu ordinato presbitero il 15 luglio 1945 e, dopo alcuni anni di ministero a Chieti, seguì a Pescara il neoeletto vescovo di quella sede, Benedetto Falcucci, di cui fu segretario; servì da vicario generale sotto l'episcopato del successore di Falcucci, il vescovo Antonio Iannucci, e fu il principale organizzatore del congresso eucaristico nazionale celebrato a Pescara nel 1977, al quale partecipò anche papa Paolo VI.

### Ministero episcopale
Il 17 ottobre 1977 fu eletto vescovo di Trivento e fu consacrato il 26 dicembre successivo dal cardinale Sebastiano Baggio; il 31 dicembre 1984 fu eletto arcivescovo di Chieti e vescovo di Vasto. Rese esecutivo il decreto della Santa Sede che stabiliva la piena unione delle due diocesi di Chieti e di Vasto e, il 30 settembre 1986, prese il titolo di arcivescovo di Chieti-Vasto.
Riformò la curia arcivescovile, istituendo vicari episcopali per tutti i settori pastorali; riorganizzò le foranie sostituendole con le zone pastorali; impose la creazione di consigli pastorali e amministrativi a livello parrocchiale, zonale e diocesano; stabilì l'organizzazione di convegni diocesani annuali e un programma per la formazione permanente del clero.
A causa di problemi di salute, nel 1993 lasciò la guida dell'arcidiocesi e si ritirò in un modesto appartamento di Pescara, dove visse insieme con la sorella fino alla morte.

## Genealogia episcopale
La genealogia episcopale è:
- Cardinale Scipione Rebiba
- Cardinale Giulio Antonio Santori
- Cardinale Girolamo Bernerio, O.P.
- Arcivescovo Galeazzo Sanvitale
- Cardinale Ludovico Ludovisi
- Cardinale Luigi Caetani
- Cardinale Ulderico Carpegna
- Cardinale Paluzzo Paluzzi Altieri degli Albertoni
- Papa Benedetto XIII
- Papa Benedetto XIV
- Cardinale Enrico Enriquez
- Arcivescovo Manuel Quintano Bonifaz
- Cardinale Buenaventura Córdoba Espinosa de la Cerda
- Cardinale Giuseppe Maria Doria Pamphilj
- Papa Pio VIII
- Papa Pio IX
- Cardinale Alessandro Franchi
- Cardinale Giovanni Simeoni
- Cardinale Antonio Agliardi
- Cardinale Basilio Pompilj
- Cardinale Adeodato Piazza, O.C.D.
- Cardinale Sebastiano Baggio
- Arcivescovo Antonio Valentini